# 贡山栎
贡山栎（学名：Quercus kongshanensis）为壳斗科栎属下的一个种。

## 扩展阅读
- 維基物種上的相關：贡山栎